# Гейденгайн, Мартин
Мартин Гейденгайн (нем. Martin Heidenhain; 7 декабря 1864, Бреслау — 14 декабря 1949, Тюбинген) — немецкий гистолог. Сын физиолога Р. Гейденгайна (1834—1897), еврея, принявшего христианство.
С 1894 работал прозектор на кафедре сравнительной анатомии, эмбриологии и гистологии Вюрцбургского университета.
В 1896 году разработал методику окраски при помощи гематоксилина (т. н. окраска по Гейденгайну).
С 1917 Тюбингенский университет, профессор анатомии.

## Научные работы
Исследовал микроскопическое строение клетки, обнаружил центросомы в покоящихся клетках, использовав свою методику окраски. Написал известные в научном мире труды о строении ядра клетки, мышечной ткани сердца, мышечных волокон. В 1907—1911 гг. в работе «Плазма и клетка» Гейденгайн критиковал клеточную теорию Р. Вирхова, считая её трактовку механистической. Он считал, что жизнедеятельность организма нельзя сводить к арифметической сумме проявлений отдельных клеток.
Гейденгайн предложил теорию «дробности частей тела», утверждая, что организм составляют системы высшего и низшего порядка.
В теории, которую Гейденгайн называл синтезиологией, он пытался противопоставить целостность организма его расчленённости.

## Сочинения
- Plasma und Zelle. Allgemeine Anatomie der lebendigen Masse, Bd 1—2, Jena, 1907—11;
- Formen und Kräfte in der lebendigen Natur, Lpz., 1923.